# Павло-Слободский сельский округ
Павло-Слободский сельский округ — упразднённая административно-территориальная единица, существовавшая на территории Истринского района Московской области в 1994—2006 годах.
Павло-Слободский сельсовет был образован в первые годы советской власти. По данным 1919 года он входил в состав Павловской волости Звенигородского уезда Московской губернии. Не позднее 1921 года Павло-Слободский с/с был упразднён.
В 1929 году Павло-Слободский с/с был восстановлен в составе Воскресенского района Московского округа Московской области путём переименования Павловского с/с.
31 августа 1930 года Воскресенский район был переименован в Истринский.
17 июля 1939 года к Павло-Слободскому с/с были присоединены Лешковский сельсовет (селения Веледниково, Лешково, Лобаново и Новинки), а также селения Борзые и Вельяминово упразднённого Аносинского с/с.
14 июня 1954 года к Павло-Слободскому с/с был присоединён Рождественский с/с.
7 декабря 1957 года Истринский район был упразднён и Павло-Слободский с/с был передан в Красногорский район.
28 июля 1960 года Павло-Слободский с/с был передан в восстановленный Истринский район.
1 февраля 1963 года Истринский район был упразднён и Павло-Слободский с/с вошёл в Звенигородский сельский район.
27 апреля 1963 года из Павло-Слободского с/с в подчинение дачному посёлку Снегири, подчинённому городу Истра, была передана территория дома отдыха Президиума Верховного совета СССР.
11 января 1965 года Павло-Слободский с/с был возвращён в восстановленный Истринский район.
3 февраля 1994 года Павло-Слободский с/с был преобразован в Павло-Слободский сельский округ.
3 июля 2002 года в Павло-Слободском с/о посёлки Научно-экспериментального хозяйства «Снегири» и дома отдых «Снегири» были включены в черту села Рождествено, а деревня Вельяминово — в черту деревни Борзые.
В ходе муниципальной реформы 2004—2005 годов Павло-Слободский сельский округ прекратил своё существование как муниципальная единица. При этом все его населённые пункты были переданы в сельское поселение Павло-Слободское.
29 ноября 2006 года Павло-Слободский сельский округ исключён из учётных данных административно-территориальных и территориальных единиц Московской области.